# Башкиров, Сергей Михайлович
Сергей Михайлович Башкиров (1 июня 1970, Игарка, РСФСР, СССР — 4 июля 2025, Новосибирск, Россия) — российский профессиональный боксёр и тренер, 2-кратный чемпион России по боксу, интерконтинентальный чемпион по боксу среди версии IBF, 6-кратный чемпион ЦС ВФСО «Динамо».

## Биография
Родился в 1970 году в городе Игарка Красноярского края, там же начал впервые заниматься боксом.
За свою спортивную карьеру, Башкиров стал 2-кратным чемпионом России по боксу, а также интерконинтельным чемпионом по боксу среди версии IBF. Являлся Башкиров 6-кратным чемпионом ЦС ВФСО «Динамо». В последнее время занимался тренирской деятельностью в Новосибирске.
Скончался 4 июня 2025 года на 56-м году жизни в Новосибирске. Причиной смерти стали осложнения после операций по удалению опухоли спинного мозга на позвоночнике, были произведены 24 сеанса лучевой терапии.

## Спортивные достижения
- Чемпион России по боксу (дважды)[4].
- Интерконтинентальный чемпион по боксу среди версии IBF[4].
- 6-кратный чемпион ЦС ВФСО «Динамо»[4].